# Stramonita rustica
Stramonita rustica är en snäckart som först beskrevs av Jean-Baptiste Lamarck 1822.  Stramonita rustica ingår i släktet Stramonita och familjen purpursnäckor. Inga underarter finns listade i Catalogue of Life.